# Pleaca
Pleaca è un singolo della band rumena Vunk cantando in collaborazione con la cantante connazionale Antonia Iacobescu. È stato pubblicato ufficialmente il 25 ottobre 2011.

## Video
Il videoclip del singolo è uscito ufficialmente il 13 novembre 2011 sotto l'etichetta MediaProMusic. Esso inizialmente mostra la Iacobescu e il leader della band seduti ad un tavolo che discutono. Ad un tratto lei si alza e se ne va dalla porta alle loro spalle. L'inquadratura si sposta verso l'alto dove viene ripreso quello che sembra essere l'ultimo piano di un palazzo abbandonato dove i due con tutto il gruppo iniziano a cantare. A tutto ciò si intervallano scene dove i due artisti discutono al tavolo tra momenti felici e litigiosi. Alla fine i due si avvicinano per baciarsi ma una luce accecante interrompe la scena.